# 3,7 cm FlaK 18/36/37/43
A 3,7 cm-es FlaK 18/36/37/43 a Rheinmetall német cég által gyártott, a második világháború alatt használt közepes kaliberű légvédelmi fegyverek sorozata volt. Az ágyú teljesen automatikus és akár 4200 méter tengerszint feletti magasságban repülő repülőgépek ellen is bevethető volt. A fegyvert vontatott és önjáró változatban is gyártották.

## Története
A Versailles-i békeszerződés megkerülése érdekében a Rheinmetall Svájcban fejlesztette ki a fegyvert. 1940-től kezdődően megjelentek az Sd.Kfz. 6 és Sd.Kfz. 7 féllánctalpas vontatók platformjára szerelt önjáró légvédelmi változatok, amelyeket a Wehrmacht és a Luftwaffe egységei is használtak. A háború kitörésekor a Wehrmacht 1030 3,7 cm Flak 18/36/37 gépágyúval rendelkezett. Ezeket 9 darab légvédelmi tüzéregységbe szervezték.

## 3,7 cm Flak 18
Az első Flak 18 változat sok problémával küszködött. Az ágyú túlságosan lassan forgott és könnyen elakadt tüzelés közben, ezért a szokásosnál jobb képzést kellett nyújtani a kezelőszemélyzet számára a hatékony felhasználáshoz. A fegyver egy hosszú, 57-es kaliberű gyorstüzelő ágyú, amelynek hatékony tüzelési tartománya 4800 méter. Páncélátütési képessége 100 méteres távolságból 60 °-os dőlésszögű ferde páncél esetén 36 mm, 800 méteres távolságból 24 mm volt. A tüzelés sebessége 80 lövés/perc. Üzemkész állapotban a fegyver 1.750 kg, szállítás közben 3.560 kg súlyú volt, két tengelyes alvázra volt szerelve. Kis mennyiséget exportáltak a Kínai Köztársaságba belőle.

## 3,7 cm Flak 36
1936-ban a Flak 18-as gyártását beszüntették és ugyanazon évben kezdődött 3,7 cm-es Flak 36-os gyártása amely sokkal használhatóbb volt mint elődje. Egyetlen, könnyebb egytengelyes alvázra szerelték az 1,550 kg tömegű gépágyút. Az gépágyú ballisztikus tulajdonságai nem változtak, de a tüzelés sebessége 120 lövés/perc sebességre nőtt. A Flak 36-asokat és Flak 37-eseket széles körben használhatták, hatásos volt könnyű páncélzatú járművek, ellenséges gyalogság illetve az alacsonyan támadó repülőgépek ellen is. Bár legnagyobb hátránya a nagyon magas gyártási költség volt mégis elterjedt a csatatereken.

## 3,7 cm Flak 37
A 3,7 cm-es Flak 37 egy továbbfejlesztett keresővel rendelkező változat. Hosszúsága 3626 m, csőemelési tartománya −8-tól +85 °-ig terjedt. A lövedék súlya 0,64 kg volt, kezdeti sebességgel 820 m/s.
1944 augusztusában, csak a Luftwaffe állományában 4211 volt használatban. Ezekhez azonban 7 főnyi kezelőszemélyzet kellett, ami gondot okozott 1944-től kezdve, amikortól Németországban kezdett komoly gondot okozni a hadra fogható katonák hiánya. Finnország is rendszeresítette haderejében 37 ITK 47 néven.

## Tun antiaerian Rheinmetall calibru 37 mm model 1939
1938-ban a Román Királyság megszerezte a fegyver gyártási engedélyét. Hivatalos nevén Tun antiaerian Rheinmetall calibru 37 mm 1939 model ("37 mm Rheinmetall 1939 repülési ágyúmodell") ismert. A romániai Brassóban gyártották az Astra üzemben. 1941 májusáig 102 fegyvert szállítottak le a csapatoknak. A termelési ráta 1942 októberétől havi 6 darab volt.

## Bordkanone 37

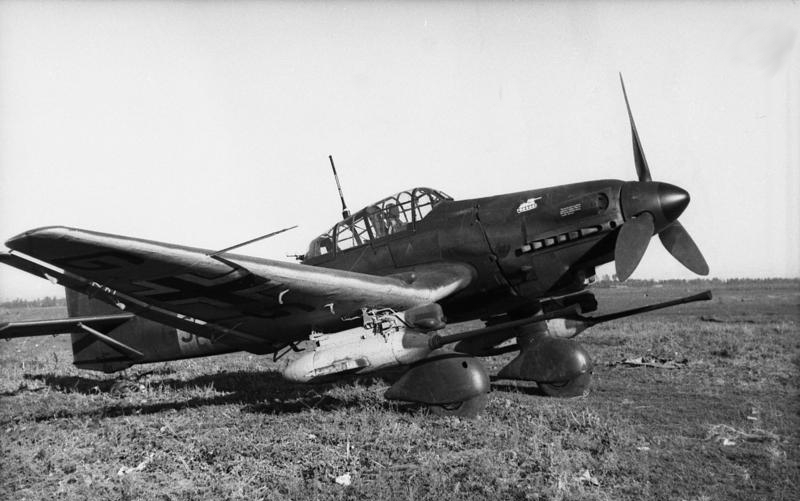
Ju 87 G-2 "Ágyúmadár" két Bordkanone BK 37, 37 mm-es, szárny alá szerelt ágyúval

A korábbi 3,7 cm-es Flak 18 automata gépágyú változatát repülési célra adaptálták. A Bordkanone ágyú volt 3,7 cm-es gépágyúk legkönnyebb modellje, amelyet a háború alatt a Luftwaffe repülőgépeiben használtak. Általában földi célok elleni csapásra vagy bombázók elpusztítására használták. A BK 3,7-et a Junkers Ju 87G páncélvadász ("tank-cracker") változatánál használták, amivel jelentős sikereket ért el Hans-Ulrich Rudel pilóta ász. Ezt a fegyverzetet szerelték többek közt a Ju 88 P-2 és P-3 altípusokba, valamint a Hs 129 B-2/R3 ikermotoros csatarepülőkbe.

## Flak 43
A korábbi modellekhez képest radikális újításokat vezettek be a 3,7 cm-es FlaK 43-on. Egy új, gázzal működtetett dugattyúkamra növelte a lövési sebességet 150 lövéssel percenként, miközben a súly 1248 kg-ra csökkent. A Flak 43 nem tudta teljes mértékben kiszorítani a Flak 36-ost – mindkét típust a háború végéig gyártották.

## Flakzwilling 43
A Flak 43 légvédelmi gépágyú két egymás fölötti elhelyezésű párhuzamosan összekapcsolt iker változatát szintén gyártották a Flakzwilling 43 néven. Túl terjedelmesnek és nehéznek bizonyult ezért kéttengelyes pótkocsit kellett használni a szállítására. A fegyver súlya 2780 kg, tűzgyorsasága 300 lövés/perc. A cső élettartama körülbelül 8000 lövés volt. 4800 méteres magasságig tudta kilőni 0,685 kg súlyú robbanó gránátjait. 

## FlaK M42U
A 3,7 cm-es gépágyú tengeri változata volt, amelyet a Kriegsmarine a U-Boot VII és IX-es típusú tengeralattjáróira szereltek 1943 őszétől. Ez a modell a Rheinmetall által kifejlesztett korábbi 3,7 cm-es FlaK SK C / 30 verzióra épült. Az M42U többféle verzióban készült. 

## Galéria

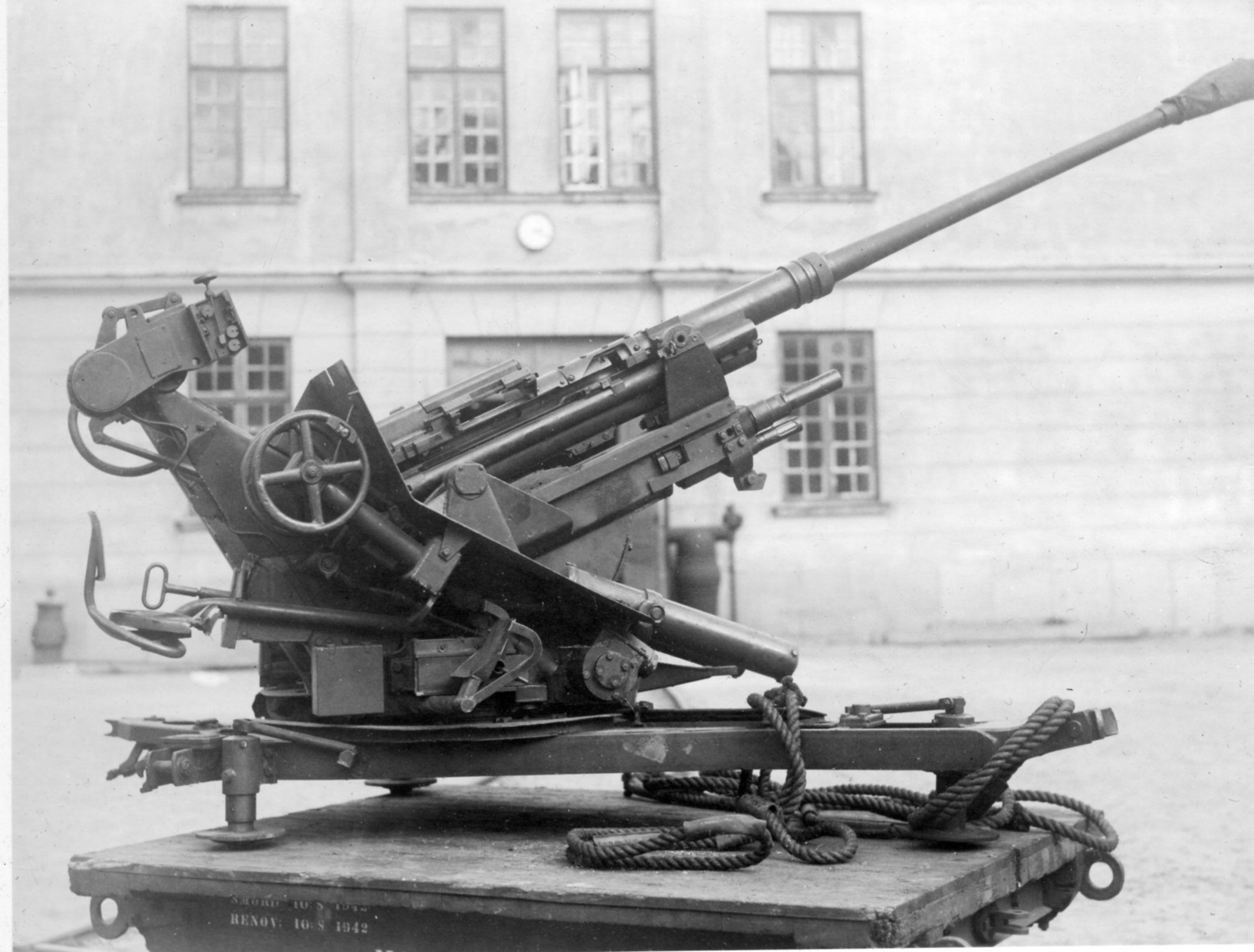
3,7 cm FlaK 37
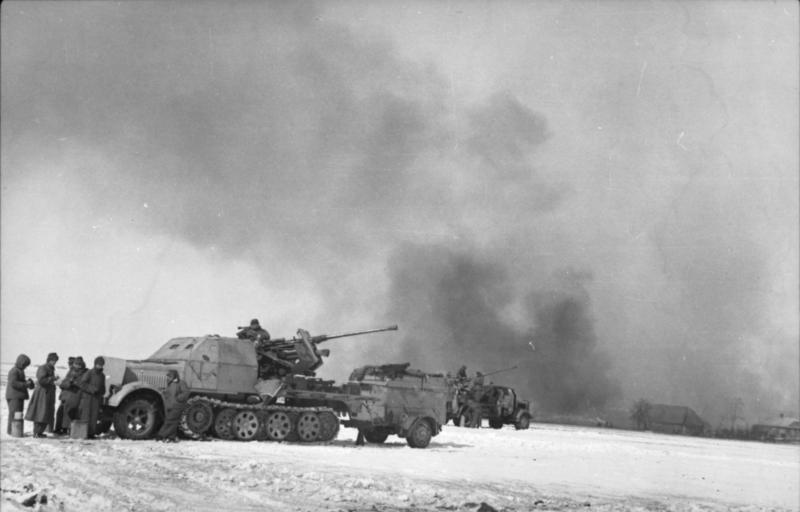
Páncélozott féllánctalpas jármű (Sd.Kfz. 7/2) közepes 3,7 cm-es Flak 36 légvédelmi gépágyúval a Szovjetunióban.
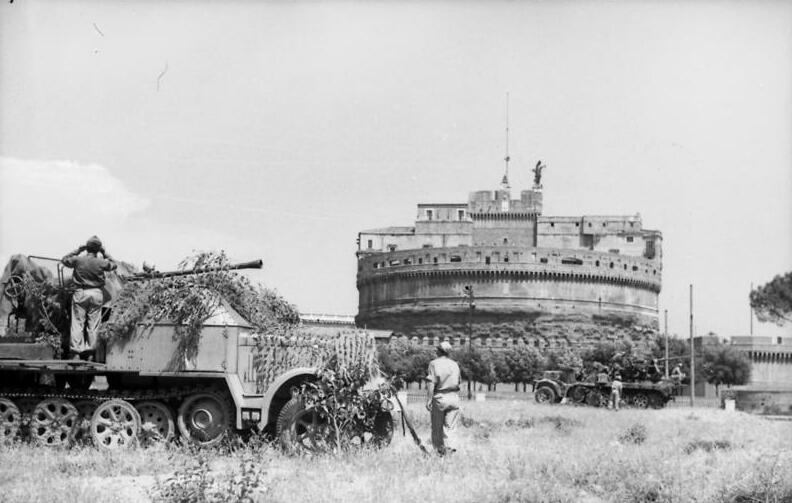
Páncélozott Sd.Kfz. 7/2 3,7 cm-es Flak 36-os gépágyúval felfegyverezve a római Castel Sant'Angelo előtt Olaszországban.
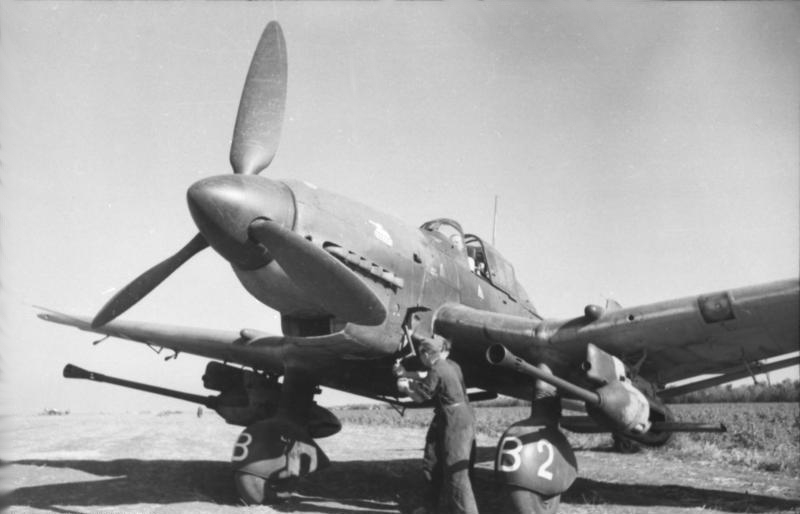
Junkers Ju 87 ("Stuka") vadászgép szárnyak alatt 3,7 cm-es Flak fegyverrel. A repülőgép motorjának indítása Hans-Ulrich Rudel ("Kanonenvogel") által, kézi hajtókarral.
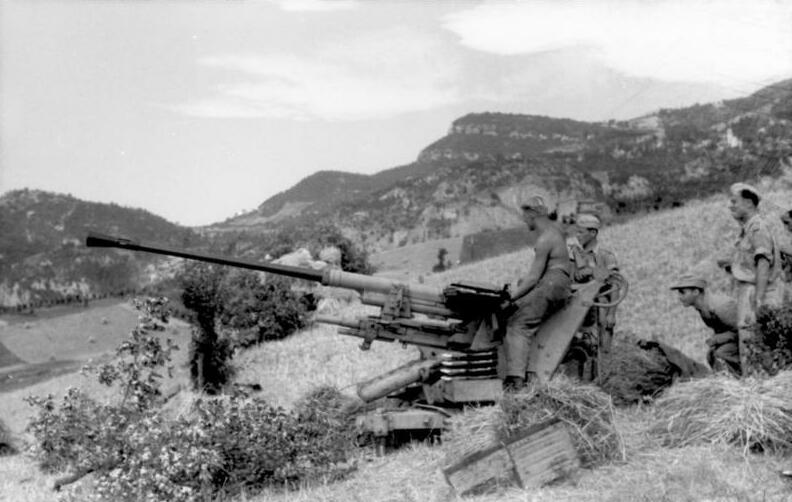
Katonák egy 3,7 cm-es FlaK 37 légvédelmi gépágyúval az Olaszországi Firenzében.
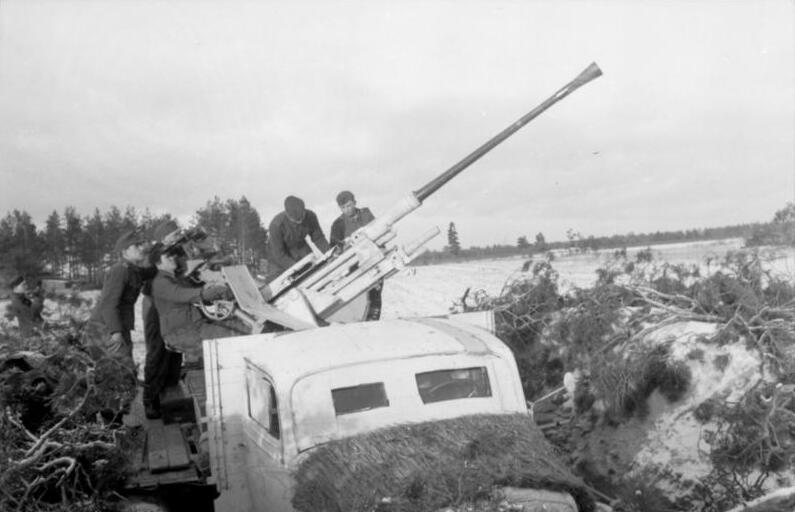
3,7 cm-es Flak 37 álcázott, fehérre festett teherautón fedett elülső ablakokkal a Szovjetunióban.
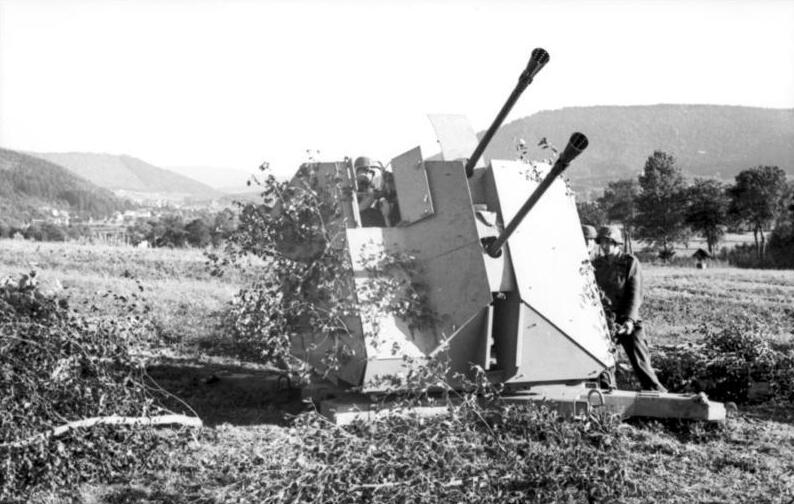
3,7 cm-es Flakzwilling 43 két függőlegesen beépített gépágyúval.
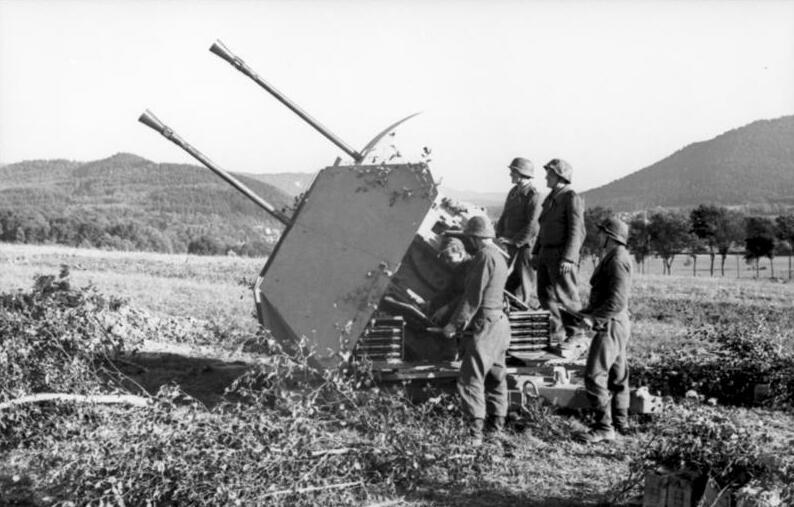
3,7 cm-es Flakzwilling 43 két függőlegesen beépített gépágyúval 1944 szeptemberében.